# جاي لوف
جاي لوف (بالإنجليزية: Jay Love)‏ هو سياسي أمريكي، ولد في 24 أغسطس 1968 في مونتغومري في الولايات المتحدة. حزبياً، نشط في الحزب الجمهوري. وقد انتخب عضو مجلس نواب ألاباما.